# 真壁仁
真壁 仁（まかべ じん、1907年〈明治40年〉3月15日 - 1984年〈昭和59年〉1月11日）は、日本の詩人、思想家。山形県国民教育研究所所長。

## 人物・来歴
山形県山形市宮町に農家の長男として生まれる。本名は真壁仁兵衞。市立高等小学校卒業。尾崎喜八、高村光太郎に師事する。1932年、第一歌集『街の百姓』を上梓、以後、農業や農民の真実を追求する詩集、また評論を刊行。農民文学懇話会『地下水』を主宰。
貧しい百姓の開放を願い農民組合を結成し、以来、生涯に渡って対社会的な活動に身を置く。このため、戦前には生活綴方事件で検挙される。
戦後は、思想的に上原専禄の影響を受け、山形が豊かで誇れる地域になることを願って文化と芸術、教育と政治の分野に渡って活躍。とりわけ青年や婦人の運動に理解と援助を惜しみなく続けた。
31歳のとき初めて、黒川能を見て以来、研究と調査に半生を捧げ、この能を世に紹介した功労者の1人である。他に県内50余校を超える小中高の校歌作詞も手掛けた。
1959年の参議院議員山形地方区の補欠選挙に日本社会党公認で立候補したが落選した。
1972年、金日成首相の還暦に合わせて訪朝し、金の還暦を祝う詩「ペクトウの峰」を執筆した。この詩では、金を崇高な「ペクトウの峰」（白頭山）になぞらえ、その「勇気と決断」を讃美している。
晩年は東北は遅れた不毛の地ではなく、むしろ列島文化の中心でもあったとの仮説を唱え、東北復権の主張を骨太に訴えた。
1984年1月11日、死去。76歳没。没後その志を顕彰すべく「真壁仁・野の文化賞」が創設されたが、活動資金難などを背景に2019年度で打ち切りとなった。
東北芸術工科大学東北文化研究センターが、2000年から7号にわたって『真壁仁研究』を刊行している。

## 著書
- 『青猪の歌 詩集』青磁社、1947年。
- 『日本の湿った風土について 詩集』昭森社、1958年。
- 『黒川能』黒川能研究会、1959年。
- 『人間茂吉（三省堂新書）』三省堂、1967年。
- 『文学のふるさと山形』郁文堂書店、1971年。
- 『黒川能 農民の生活と芸術』日本放送出版協会、1971年。
- 『わが峠路 旅の随筆集』東北出版企画、1975年。
- 『斎藤茂吉の風土 蔵王・最上川（歴史と文学の旅）』平凡社、1975年。
- 『野の教育論』民衆社、1976年。
- 『野の教育論 続』民衆社、1977年。
- 『わが文学紀行』東北出版企画、1977年。
- 『失意と雲 詩集』青磁社、1978年。
- 『氷の花 蔵王詩集』東北出版企画、1978年。
- 『紅と藍 （平凡社カラー新書）』平凡社、1979年。
- 『カラー会津の魅力』淡交社、1980年
- 『手職 現代のたくみたち　続』 やまがた散歩社、1981年。
- 『みちのく山河行』法政大学出版局、1982年。
- 『百姓の系譜』東北出版企画、1983年。
- 『野の文化論』民衆社、1983年。
- 『最上川 終りなき旅』桐原書店、1984年。
- 『野の自叙伝』民衆社、1984年。
- 『最上川への回帰 評伝・小松均』法政大学出版局、1984年。
- 『北からの詩人論』宝文館出版、1985年。
- 『修羅の渚 宮沢賢治拾遺』秋田書房、1985年。

### 共著・編著
- 『弾道下のくらし 農村青年の生活記録』毎日新聞社、1956年。
- 『新しい教師集団 （三一新書）』三一書房、1960年。
- 『詩の中にめざめる日本 （岩波新書）』岩波書店、1966年。
- 『教科構造と生活認識の思想』山形県国民教育研究所共編 明治図書、1969年。
- 『労農青年の地域民主主義運動』千野陽一共編著 現代企画社、1969年。

- 『民衆史としての東北 (NHKブックス)』野添憲治共編 日本放送出版協会、1976年。
- 『やまがた風景と抒情』佐藤総右、芳賀秀次郎共著 東北出版企画、1976年。
- 『どぶろくと抵抗』野添憲治共編著 たいまつ社、1977年。
- 『希望の回想 対話 白鳥邦夫』秋田書房、1980年。